# 고진부
고진부(高珍富, 1946년 5월 11일 ~ )는 대한민국의 의사, 정치인이다. 제16대 국회의원을 지냈다.

## 생애
제주도 남제주군 성산읍 삼달리의 농촌에서 5남 2녀 중 막내로 태어났다. 어린 시절 고질병인 부종이 극성을 부려 의사가 되겠다고 결심을 한다. 제주도 명문인 오현고를 졸업하고 육군사관학교에 진학하라는 주변의 권유를 뿌리치고 조선대학교 의대에 진학하여, 의학박사 학위를 얻고 1983년 제주도 내에서 처음으로 신경정신병원을 개업했다. 1995년 새정치국민회의의 영입으로 정계에 발을 들여 놓았다. 1996년 공천을 받아 제15대 총선에서 제주도 서귀포·남제주 선거구에서 1,700여 표 차로 석패하였으나, 2000년 제16대 총선에서 새천년민주당으로 공천을 받아 3선의 한나라당 변정일 후보를 상대로 낙승하여 당선되었다. 2004년 노무현 대통령 탄핵 소추에 참여하였고 이후에 열린 제17대 총선에서 새천년민주당으로 다시 공천을 받았으나, 탄핵 역풍에 의한 지지도 하락과 당내 내분 등으로 선거운동에 어려움을 겪자 총선 출마를 포기하였다.

## 학력
- 신산초등학교 졸업(13회)
- 표선중학교 졸업(12회)
- 오현고등학교 졸업(14회)
- 조선대학교 의과대학 학ㆍ석ㆍ박사

## 경력
- 조선대학 의과대학 외래교수
- 고신경정신과 원장
- 새천년민주당 서귀포ㆍ남제주군 지구당 위원장
- 고씨종문회 총본부 부회장
- 국회 보건복지위원, 예산결산위원회, 농림해양수산위원회
- 국회 재해대책특별위원회 위원
- 새천년민주당 생산적 복지 추진위원
- 새천년민주당 제3정조위원장
- 국회 사회보건복지정책연구회 회원
- 아시아ㆍ태평양 정책연구회 회원
- 사회보건복지정책연구회 회원
- 통일시대 산업정책연구회 회원
- 대한민국헌정회 제주지회장

## 역대 선거 결과
|  | 31.09% |

|  | 54.04% |